# Rudolf Matt
Rudolf Matt (* 21. April 1877 in Mauren; † 26. Juli 1960 ebenda) war ein liechtensteinischer Politiker (VP, später VU).

## Biografie
Matt, von Beruf Schlossermeister und Landwirt, war von 1915 bis 1918 Gemeindekassier sowie von 1921 bis 1924 Gemeindevorsteher in Mauren. Von 1922 bis 1928 war er Landesschulrat.
Von 1922 bis 1926 war Matt für die Volkspartei erstmals Abgeordneter im Landtag des Fürstentums Liechtenstein. Von 1936 bis 1949 war er Mitglied der Verwaltungsbeschwerdeinstanz. Von 1939 bis 1945 gehörte er dem Landtag erneut an. Diesmal für die Vaterländische Union, in der die Liechtensteinische Volkspartei mittlerweile aufgegangen war. Als Abgeordneter war er Mitglied der Finanzkommission und des Landesausschusses.
Matt war 1936 Mitglied des auf der Gründungsversammlung der Vaterländischen Union gewählten Zentralausschusses.